# 中原区 (鄭州市)
中原区（ちゅうげん-く）は中華人民共和国河南省鄭州市に位置する市轄区。

## 行政区画
- 街道:林山寨街道、建設路街道、棉紡路街道、秦嶺路街道、桐柏路街道、三官廟街道、緑東村街道、汝河路街道、航海西路街道、中原西路街道、西流湖街道、須水街道、蓮湖街道、柳湖街道